# Miguel de Benavides

Miguel de Benavides e Añoza,  (1552 - 26 de julho de 1605) foi um clérigo e sinólogo espanhol que foi o terceiro arcebispo de Manila . Anteriormente, serviu como o primeiro bispo da diocese de Nova Segóvia, e foi o fundador da Universidade de Santo Tomas, na cidade de Manila .

## Biografia
Miguel de Benavides nasceu em 1552, em  uma família nobre em Carrión de los Condes, Espanha. Ele entrou na Ordem Dominicana em San Pablo de la Moraleja, Valadolide, e, mais tarde, prestou serviço no Colégio de San Gregorio.
Ele se juntou ao primeiro grupo de dominicanos que iam para Manila em 1587, prosseguindo com eles para a China, onde esperava expandir a igreja católica local. Mais tarde ele foi exilado e estabeleceu um hospital para os chineses em Binondo, Manila, antes de se tornar o chefe de sua ordem. Ele acompanhou o bispo Domingo de Salazar, o primeiro bispo de Manila, à Espanha, para defender os filipinos nativos contra a opressão espanhola.

## Bispo
Ele foi apontado como o primeiro bispo de Nova Segóvia e foi consagrado no México em 1597. Ele foi o autor da Doctrina Christiana em chinês, um dos primeiros livros impressos nas Filipinas. Ele chegou a Nova Segóvia em 1599, mas após três anos foi nomeado arcebispo de Manila em 7 de outubro de 1602. Sua instalação em Manila foi financiada pelo próprio rei Filipe III, pois Benavides era extremamente pobre. Em 1603, ele alertou o governo sobre a revolta nascente da população chinesa, embora ele também tenha sido criticado por incitar isso com seus sermões.

## Morte
Ele morreu em 26 de julho de 1605 em Manila .
Sua biblioteca e bens pessoais no valor de £ 1.500 foram doados para o estabelecimento de uma instituição de ensino superior, agora conhecida como Universidade de Santo Tomas .